# Novelle
Eine Novelle (lateinisch novus ‚neu‘, italienisch novella ‚Neuigkeit‘) ist eine kürzere Erzählung in Prosaform. Als Gattung lässt sie sich nur schwer definieren und oft nur ex negativo von anderen Textsorten abgrenzen. Hinsichtlich des Umfangs wurde angemerkt, die Novelle habe oft eine  mittlere Länge, was sich darin zeige, dass sie in einem Zug zu lesen sei. Der Begriff Novelle weist auf eine Neuheit als zentralen Stoff der Gattung hin. Als Begründer der Novellentradition, die bis auf die italienische Renaissance zurückgeht, gilt Giovanni Boccaccio aufgrund des von ihm verfassten Decamerone (‚Zehntagewerk‘).
Das deutsche Wort Novelle, das englische Wort novel sowie das spanische Wort novela sind falsche Freunde. Novel und novela bezeichnen einen Roman, keine Novelle. Die im Deutschen als Novelle bezeichnete Prosaform heißt auf Englisch novella oder novelette, auf Spanisch novela corta.
Eine nicht genauer abgrenzbare Zwischenform von Roman und Novelle bildet der Kurzroman, also ein Prosatext, der einen romanhaften Stoff knapp ausführt, bzw. eine Novelle mit Merkmalen des Romans.

## Charakteristika der Novelle als literarische Gattung

### Charakteristik
Eine Novelle ist eine Erzählung von kürzerer bis mittlerer Länge. Oft wird darin ein Konflikt zwischen Chaos und Ordnung beschrieben, was zu einem Normenbruch und Einmaligkeit führt. Erzählt wird in der Regel ein einziges Ereignis, daher kommt auch der Ausdruck, die Novelle sei der Singularität verpflichtet. Novellen sind in der Regel sehr klar strukturiert und verfügen über eine geschlossene Form. Oftmals besitzt die Novelle ein Leitmotiv sowie ein Dingsymbol. In vielen Novellen hat auch der Zufall eine zentrale Bedeutung und ist oft das konstituierende Element.
Goethe formuliert 1827 in einem Gespräch mit Johann Peter Eckermann als wesentliches Merkmal der Novelle „eine sich ereignete unerhörte Begebenheit“. In Goethes Werk Novelle ist von einem „seltsamen, unerhörten Ereignis“ die Rede. Diese Begebenheit stellt oft den Wendepunkt der Handlung dar. Fritz Martini zufolge verlagert sich jedoch im 19. Jahrhundert der Schwerpunkt weg vom unerwarteten, rätselhaften Faktum und hin zum „psychologisch besonderen Charakter, seiner inneren seelischen Bewegung und seinem Geschick“. Oftmals leiden die Protagonisten dann an Isolation, Ausgrenzung oder einem Mangel an Kommunikation.
Weitere Kennzeichen der Novelle sind eine straffe, überwiegend lineare Handlungsführung, der Wechsel zwischen einem stark raffenden Handlungsbericht und dem gezielten Einsatz szenisch und breiter ausgebildeter Partien an den Höhe- und Wendepunkten (Peripetie), während die Handlung am Schluss meist ausklingt und die Zukunft der Figuren nur angedeutet wird. Typisch sind Vorausdeutungs- und Integrationstechniken wie Leitmotive, Dingsymbole, die Dominanz des Ereignishaften sowie die Einbettung der Haupthandlung in eine Rahmenhandlung.

### Abgrenzung von Drama und Kurzgeschichte
Theodor Storm schrieb, die Novelle sei aufgrund ihres komponierten und strukturierten Aufbaus „die Schwester des Dramas“. Aufgrund der Kürze von Novellen liegt zumeist nur eine knappe Exposition vor, die den Leser direkt ins Geschehen leitet. Im Unterschied zur Kurzgeschichte sind eine konsequente Ausformulierung des zentralen Konflikts, eine Tendenz zur geschlossenen Form, ein dialogischer Charakter sowie eine hohe Dichte für die Novelle typisch. Die Novellenforschung hat herausgearbeitet, dass die Novelle oft symbolisch gedeutet werden kann und Sachverhalte verdichtet und so einen – nach Goethe – „unauslotbaren Sinn-Raum“ schafft.

### Novellentheorie nach Heyse („Falkentheorie“)
Regelmäßig wird im Zusammenhang mit der Novelle die von Paul Heyse formulierte „Falkentheorie“ angeführt, die die Kategorien der Silhouette (Konzentration auf das Grundmotiv im Handlungsverlauf) und des Falken (Dingsymbol für das jeweilige Problem der Novelle) als novellentypisch benennt. Heyse führt seine Falkentheorie anhand von Boccaccios Falkennovelle aus dem Decamerone (neunte Novelle des fünften Tages) aus, erklärt dabei aber den Charakter novellistischer Literatur nur bruchstückhaft und missverständlich, insbesondere weil die von ihm gewählte Novelle überhaupt nicht typisch für die Novellen des Decamerone ist.

## Beispiele für Novellen
Innerhalb der deutschen Literatur erlebte das Novellenschaffen seinen Höhepunkt im 19. Jahrhundert, vor allem bei Autoren, die dem poetischen Realismus zuzurechnen sind. Bekannte Verfasser von Novellen in der deutschen Literatur sind zum Beispiel Heinrich von Kleist, Conrad Ferdinand Meyer, Eduard Mörike, Theodor Storm, Paul Heyse, Gottfried Keller, Theodor Fontane, Gerhart Hauptmann, Stefan Zweig, Georg Büchner, Annette von Droste-Hülshoff, Thomas Mann, Wilhelm Raabe, Ludwig Tieck sowie in der Gegenwart Hartmut Lange, Patrick Roth und Uwe Timm.
Bekannte deutschsprachige Novellen sind zum Beispiel:
| Erscheinungsjahr | Titel                                  | Autor                       |
| ---------------- | -------------------------------------- | --------------------------- |
| 1807             | Das Erdbeben in Chili                  | Heinrich von Kleist         |
| 1810             | Michael Kohlhaas                       | Heinrich von Kleist         |
| 1814             | Peter Schlemihls wundersame Geschichte | Adelbert von Chamisso       |
| 1818             | Das Marmorbild                         | Joseph von Eichendorff      |
| 1821             | Das Fräulein von Scuderi               | E. T. A. Hoffmann           |
| 1827             | Jud Süß                                | Wilhelm Hauff               |
| 1828             | Novelle                                | Johann Wolfgang von Goethe  |
| 1842             | Die Judenbuche                         | Annette von Droste-Hülshoff |
| 1842             | Die schwarze Spinne                    | Jeremias Gotthelf           |
| 1856             | Mozart auf der Reise nach Prag         | Eduard Mörike               |
| 1856             | Romeo und Julia auf dem Dorfe          | Gottfried Keller            |
| 1874             | Kleider machen Leute                   | Gottfried Keller            |
| 1878             | Der Schuss von der Kanzel              | Conrad Ferdinand Meyer      |
| 1885             | Unterm Birnbaum                        | Theodor Fontane             |
| 1887             | Bahnwärter Thiel                       | Gerhart Hauptmann           |
| 1888             | Der Schimmelreiter                     | Theodor Storm               |
| 1900             | Lieutenant Gustl                       | Arthur Schnitzler           |
| 1902             | Schloss Kostenitz                      | Ferdinand von Saar          |
| 1911             | Der Tod in Venedig                     | Thomas Mann                 |
| 1923             | Das Gold von Caxamalca                 | Jakob Wassermann            |
| 1925             | Traumnovelle                           | Arthur Schnitzler           |
| 1930             | Mario und der Zauberer                 | Thomas Mann                 |
| 1936             | Der Baron Bagge                        | Alexander Lernet-Holenia    |
| 1942             | Schachnovelle                          | Stefan Zweig                |
| 1961             | Katz und Maus                          | Günter Grass                |
| 1978             | Ein fliehendes Pferd                   | Martin Walser               |
| 1987             | Die Taube                              | Patrick Süskind             |
| 1991             | Riverside. Christusnovelle             | Patrick Roth                |
| 1993             | Die Entdeckung der Currywurst          | Uwe Timm                    |
| 2002             | Im Krebsgang                           | Günter Grass                |

## Sonderformen
- Rahmennovelle
- Xiaoshuo (chinesische Novelle)